# Cueva Antón

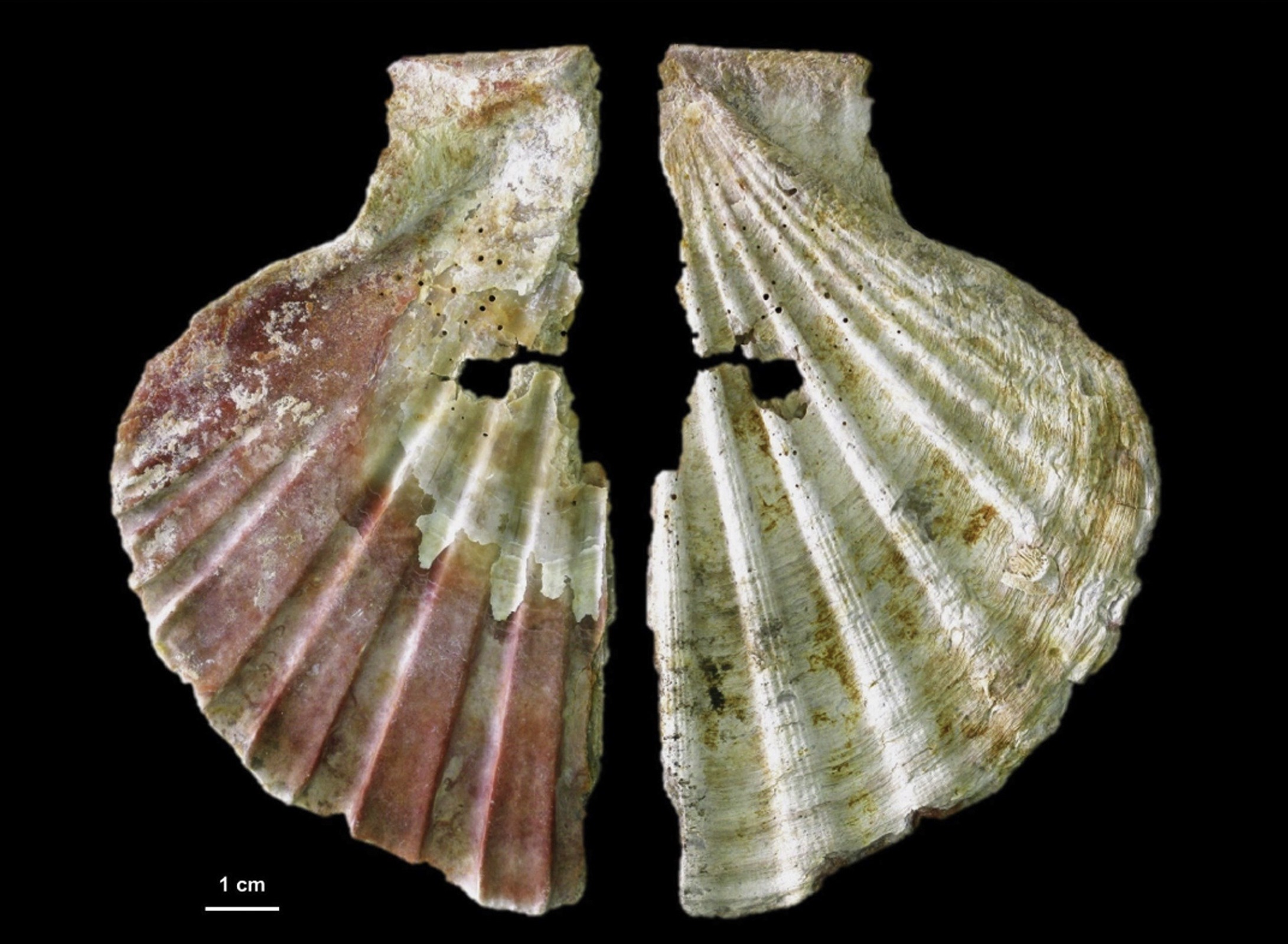
Media valva de pecten del estrato I-k del Paleolítico Medio de Cueva Antón. El color rojizo de la cara interna es natural; se aprecian restos de un colorante naranja de goethita y hematita en la cara pintada (la externa, blanquecina).

La cueva Antón es un importante yacimiento arqueológico y paleoantropológico, con restos neandertales, incluidos restos de objetos musterienses, situado en el término municipal de Mula, en la Región de Murcia (España).
La cueva se sitúa en la margen derecha del río Mula, afluente del Segura, en la actual orilla del pantano de la Cierva.
Algunos de los restos encontrados son conchas marinas perforadas y teñidas con ocre, traídas desde kilómetros de distancia. También se ha encontrado industria lítica.
Debido a estos descrubrimientos, y similares de otros yacimientos, se ha planteado la existencia de un pensamiento simbólico por parte de la especie Homo Neanderthalensis.